# Tremoctopus
Los pulpos manta (Tremoctopus) son un género de moluscos cefalópodos del orden octópodos; contiene cuatro especies que viven en océanos tropicales.
Son conocidos como pulpos mantas debido a las grandes membranas que presentan las hembras, y que pueden desplegar de dos de sus brazos, probablemente para parecer más grandes como sistema de defensa.

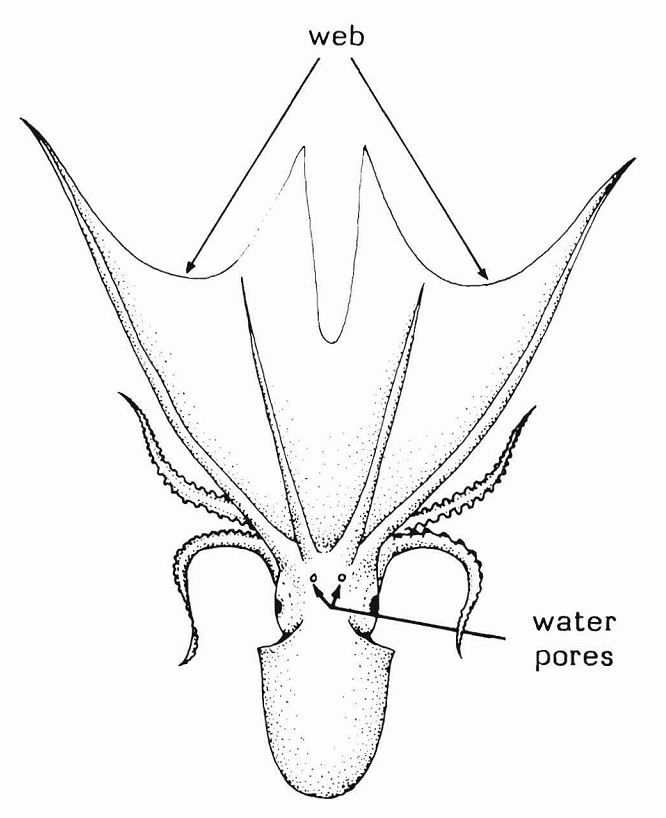
Esbozo de un pulpo manta.

Estas especies tienen un grado extremo de dimorfismo sexual, las hembras pueden llegar a medir dos metros, mientras que los machos más pequeños solo unos cuantos centímetros. Además, los machos tienen un tentáculo lleno de esperma para fertilizar a la hembra, conocido como hectocotilo.
El macho muere tras el apareamiento y la hembra puede llevar hasta 100.000 huevos fertilizados.

## Especies
Se reconocen las siguientes:
- Tremoctopus gelatus
- Tremoctopus gracilis
- Tremoctopus robsoni
- Tremoctopus violaceus